# Rey You de Zhou
El Rey You de Zhou (795–771 a. C.) (en chino, 周幽王; pinyin, Zhōu Yōu Wáng) fue el duodécimo rey de la dinastía Zhou de China, y el último de la rama Zhou Occidental. Reinó desde 781 hasta 771 a. C.
En 780 a. C., un gran terremoto golpeó Guanzhong. Un adivino, llamado Bo Yangfu (伯陽甫) consideró esto como una señal, prediciendo la destrucción de la dinastía Zhou. 
En 779 a. C., una concubina llamada Bao Si entró en el palacio y consiguió el favor del Rey. Le dio un hijo, llamado Bofu. You depuso a la reina Shen (申后) y al príncipe heredero, Yijiu, y puso en su lugar a Bao Si, como nueva reina y a Bofu como heredero.
Se dice que Bao Si no reía con facilidad. Después de ensayar muchos métodos, sin éxito, el rey You trató de divertir a su reina favorita encendiendo las antorchas de alarma, engañando a sus nobles, que pensaron que les atacaban los nómadas Quanrong. Los nobles llegaron al castillo, solo para ver sonreír a la reina Bao Si. Incluso, después de esto, el rey continuó abusando del uso las antorchas, y perdió la confianza de los nobles.
El padre de la reina Shen, el marqués de Shen, estaba furioso por la deposición de su hija y nieto, y montó un ataque contra el palacio del rey You, con los Quanrong. You llamó a sus nobles con las famosas antorchas de alarma, pero ningunó acudió. Finalmente, el rey You y Bofu fueron asesinados, y Bao Si fue capturada.
Después de que el rey You murió, todos los nobles, incluyendo al marqués de Shen, el marqués de Zeng (繒侯), y el duque de Xu (許文公) apoyaron al depuesto príncipe Yijiu, como Rey Ping de Zhou a fin de continuar la Dinastía Zhou. Como la capital Haojing había sufrido severos daños, y estaba localizada cerca de los potencialmente peligrosos Quanrong, en 771 a. C., el rey Ping trasladó la capital hacia el este, a Luoyang, comenzando así la dinastía Zhou Oriental, que marca el comienzo del período de Primaveras y Otoños que duraría más de 300 años.
| Predecesor: Rey Xuan de Zhou | Rey de China 781 a. C. - 771 a. C. | Sucesor: Rey Ping de Zhou |